# 広島県立尾道北高等学校
広島県立尾道北高等学校（ひろしまけんりつおのみちきたこうとうがっこう）は、広島県尾道市にある公立高等学校。通称は「北高」、「尾北」（おのきた）。

## 概要
歴史
1925年（大正14年）に旧制中学校（男子校）として開校。1948年（昭和23年）の学制改革で男子高等学校になり、1949年（昭和24年）には組織改編により男女共学の高等学校となった。
設置課程・学科
全日制課程 総合学科 6系列（単位制）
- 社会情報系列
- ヒューマンサイエンス系列
- 国際文化系列
- グローバルサイエンス系列
- 理数情報系列
- 生命科学系列

校是
「至誠一貫」
校訓
「自尊・自恃・自制」
校章
柏の葉を背景にして、中央に「高」の文字を置いている。
校歌
1951年（昭和26年）に制定。作詞は田中巌、作曲は平井康三郎による。歌詞は1番のみで校名は歌詞中に登場しない。男子のパートと女子のパートがある。また、混声4部合唱である。
同窓会
校地の呼び名にちなみ、「槙峰同窓会」（槙峰の読みは「まきがみね」）と称している。「槙峰」は校歌（表記は「槙ヶ峰」）にも登場し、文化祭の名称にも使用されている。

## 沿革
- 1925年（大正14年）
  - 3月14日 - 文部省告示第127号により、「広島県尾道中学校」の設置が認可される。
  - 3月31日 - 久保尋常高等小学校（現・尾道市立久保小学校→尾道市立久保中学校敷地内へ移転）の講堂を仮校舎とする。
  - 4月20日 - 広島県視学の吉本佐吉が初代校長に就任。
  - 4月25日 - 開校。第1回入学式を挙行。
  - 5月 - 校是「至誠一貫」を制定。
- 1926年（大正15年）5月 - 校旗を制定。
- 1927年（昭和2年）
  - 2月 - 筒湯尋常小学校[1]を仮校舎として使用開始。
  - 10月 - 槇が峠（現在地）に校舎が完成。
  - 12月3日 移転を完了。
- 1928年（昭和3年）4月21日 - 校歌（旧校歌）を制定。
- 1930年（昭和5年）3月1日 - 第1回卒業式を挙行。同窓会が発足。
- 1933年（昭和8年）3月20日 - 移管により「広島県立尾道中学校」と改称。
- 1935年（昭和10年）2月 - 運動場を新設。
- 1941年（昭和16年）4月 - グライダー部が発足。
- 1943年（昭和18年）9月 - 防空壕が完成。
- 1946年（昭和21年）9月 - 「自尊・自恃・自制」の生徒訓を制定。
- 1947年（昭和22年）4月1日 - 学制改革（六・三制）が行われる。旧制中学校の募集を停止。
- 1948年（昭和23年）5月3日 - 旧制中学校が廃止され、新制高等学校「広島県尾道高等学校」（男子校）が発足。
- 1949年（昭和24年）
  - 4月30日 - 高校三原則に基づく公立高等学校再編により「広島県尾道北高等学校」が発足。男女共学を開始。定時制2分校（向島分校・美ノ郷分校）を設置。
  - 5月9日 - 生活科を併置。
- 1951年（昭和26年）9月 - 校歌（現校歌）を制定。
- 1954年（昭和29年）12月 - 応援歌（白雲湧き出ず）を制定。
- 1955年（昭和30年）3月31日 - 美ノ郷分校を廃止。
- 1957年（昭和32年）7月 - 創立30周年を記念して図書館（後の槇峰記念館）が完成。
- 1960年（昭和35年）7月 - 運動場を拡張。
- 1961年（昭和36年）
  - 4月1日 - 生活科を家政科に改称。
  - 9月1日 - 学区制改正となり、東部学区に属することとなる。
- 1963年（昭和38年）
  - 4月 - 募集を普通科のみとし、普通型・家政型に区分。家政科の募集を停止。
  - 5月 - 理科校舎が完成。
- 1964年（昭和39年）4月 - 生徒募集を普通科のみとし、甲・乙に区分。
- 1965年（昭和40年）4月 - 生徒募集を普通科乙のみとする。家政科を廃止。
- 1966年（昭和41年）3月31日 - 向島分校を廃止。
- 1968年（昭和43年）
  - 3月 - 体育館兼講堂が完成。
  - 10月1日 - 「広島県立尾道北高等学校」（現校名）と改称（県の後に「立」が付される）。
- 1971年（昭和46年）- 旧本館（木造校舎）を解体。
- 1972年（昭和47年）3月 - 鉄筋コンクリート造の本館（現・1号棟）が完成。
- 1974年（昭和49年）8月 - 創立50周年を記念して槙峰会館（同窓会館）が完成。
- 1976年（昭和51年）4月1日 - 広島県立尾道東高等学校との間で総合選抜制を開始。
- 1985年（昭和60年）9月 - 創立60周年を記念して旧図書館を改装の上、槙峰記念館が完成。
- 1997年（平成9年）3月 - この時の入試をもって総合選抜を終了。翌年から単独選抜となる。
- 1998年（平成10年）
  - 4月1日 - 普通科の募集を停止し、総合学科を新設。単独選抜を開始。
  - 12月 - クラブハウス（部室）が完成。
- 1999年（平成11年）
  - 4月 - マルチメディア教室が完成。
  - 9月 - 理科棟を改築。少人数授業のための小講義室7室、240名収容可能な多目的教室を設置。
- 2000年（平成12年）4月1日 - 在校生の卒業により普通科を廃止。3学年ともに完全に総合学科となる。
- 2002年（平成14年）10月 - 新体育館兼講堂が完成。
- 2005年（平成17年）3月 - 情報処理室が完成。

## 年間行事
- オリエンテーションセミナー - 4月（1年生のみ）
- 遠足 - 4月（2年生は琴平、3年生は宮島）
- 槙峰祭（文化祭） - 6月
- 体育祭 - 9月
- 持久走大会 - 1月（1・2年生のみ)

## 部活動
放送部
- 2016年（平成28年）- 第63回NHK杯全国高等学校放送コンテスト 朗読部門 入選、第88回選抜高等学校野球大会 閉会式総合司会

書道部
- 2011年（平成23年）- 第20回記念国際高校生選抜書展 全国準優勝
- 2016年（平成28年）- 第25回「書の甲子園」国際高校生選抜書展 個人の部 文部科学大臣賞（全国1位） 　受賞団体の部　中国地区優秀賞（団体賞受賞は3年連続）

囲碁
- 2016年（平成28年）- 第40回全国高等学校総合文化祭（2016ひろしま総文）囲碁部　全国3位

全国高等学校クイズ選手権
全国高等学校クイズ選手権（日本テレビ系）・中国大会
- 1990年（平成2年）- 広島県優勝 全国大会出場
- 1992年（平成4年）- 広島県優勝 全国大会出場

## 著名な出身者
- 青山高治（アナウンサー） - RCC中国放送
- 井上沙恵（アナウンサー） - HTV広島テレビ放送
- 恵谷治（ジャーナリスト）
- 大林宣彦（映画監督） - 文化功労者、尾道三部作、新尾道三部作
- 大亀徹（大学受験評論家）
- かわぐちかいじ（漫画家） - 『沈黙の艦隊』、『ジパング』ほか
- 桐島聡[2]（新左翼活動家） - 連続企業爆破事件の指名手配犯（東アジア反日武装戦線）
- 鈴木理加（アナウンサー） - テレビ大阪
- たかのり（お笑い芸人） - ツートライブ
- 多田修人（実業家） - 日本システムウエア創業者・名誉会長
- 平谷祐宏（尾道市長）
- 藤原宰太郎（推理作家）
- 藤村哲哉（実業家）
- 藤本統紀子（タレント、エッセイスト）
- 三辺信夫（経済学者） - 大阪市立大学名誉教授
- 山本将司（実業家） - YouTuber
- ユーキあきら（漫画家） - 『魔物ハンターりおな』、『内気なゴースト』他

## アクセス
- おのみちバス「みなと小学校（北高入口）」停留所

## 周辺
- 尾道市立尾道みなと小学校
- 尾道市立栗原中学校
- 長江浄水場